# سجن أبو سليم
سجن أبو سليم أو سجن بوسليم هوَ سجنٌ مشدد الرّقابة والحِراسة يقعُ في مدينة طرابلس بليبيا. ارتبطَ هذا السجنُ «بالسُمعَة السيّئة» أثناء فترة حكم العقيد معمر القذافي وذلكَ بسبب سوء المعاملة وانتهاكات حقوق الإنسان بما في ذلك مذبحة عام 1996 والتي قدرت هيومن رايتس ووتش فيها مقتلَ 1270 سجيناً.
بحلول عام 2011 وإبّان الثورة الليبية ضدّ نظام القذافي؛ قامَ المجلس الوطني الانتقالي بدعوة محققين من شبكة سي إن إن ومُحققين من منظمات أخرى للتحقيق في السجن لكنهم لم يجدوا سوى ما يبدو أنه عظام حيوانية وأعلنوا عن استمرارِ التحقيقات في وقتٍ لاحق.

## التاريخ

### البِداية
افتُتحَ سجن أبو سليم أو سجنُ بوسليم المركزي في ضاحية المساكن الشعبية بمنطقة بوسليم جنوب غربي العاصمة الليبية طرابلس عام 1984 وقد سُمّي بهذا الاسم نسبةً للمنطقة التي يقعُ فيها. حلّ سجنُ أبو سليم محل السجن القديم الذي كان يُدعى «الحصان الأسود» وهو عبارة عن معسكر للشرطة العسكرية يشغل مساحة 30 هكتارا وتقدر مساحة الزنزانة الواحدة فيه بـ 36 مترًا مربعًا. في البداية؛ كانَ سجن أبو سليم مخصصًا للعسكريين ومع زيادة أعداد السجناء والمعتقلين أصبح يستخدم لسجناء الرأي والسياسيين ويخضع مباشرةً لإشراف الأمن الداخلي.

### الحرب الأهلية الليبية
خلال الحرب الأهلية الليبية؛ استولى الثوار على السجن في 24 أغسطس/آب فأُطلقوا سراح جميع السجناء؛ وكان من بين أولئك الذين تأكد إطلاق سراحهم ماثيو فاندايك من بالتيمور بولاية ماريلاند بالولايات المتحدة الأمريكية وهو عضوٌ في وحدة الثوار الذين قاتلوا الجيش الليبي في مرسى البريقة في مارس/آذار. بعدَ انتشار خبر إطلاق سراحهِ؛ وصفتهُ ما يُعرفُ «بالحملة الدولية لتحرير فاندايك» بأنّه «كاتب وصحفي» ثمّ تبينَ فيما بعد أنّه كان مقاتلًا في صفوف الثوار فضلًا عن كونهِ أسير حرب.

## انتهاكات حقوق الإنسان
دعت منظمة العفو الدولية إلى إجراء تحقيق مُستقل في حالات الوفاة التي حدثت هناك في 29 يونيو/حزيران 1996؛ وهو الحادث أو الحدث الذي يُشارُ له باسم مذبحة سجن أبو سليم. في السياق ذاته؛ نشرت منظمةُ هيومن رايتس ووتش تقريرها والذي خلصت فيه إلى أنّ نظام القذافي قد قتلَ حوالي 1270 سجينًا في تلكَ المجزرة ووصفتِ السجن بأنه «موقع للانتهاكات الجسيمة لحقوق الإنسان». ذكرت هيومن رايتس ووتش في تقريرهَا أيضًا أنها غير قادرة على التحقيق بشكل مستقل في مزاعم حدوث المذبحة كما بيّنت أن تقريرها استندَ بالأساسِ على شهادة سجين واحد وهوَ حسين الشافعي الذي أكّد أنهُ أحصى أكثر من 1200 قتيل ووضّحَ قائِلًا: «لقد طلبَ مني حراس السجن غسل الساعات التي أُخذت من جثث السجناء الموتى.» في المُقابل؛ رفضت الحكومة الليبية مزاعم مجزرة في أبو سليم وبحلول مايو/أيار 2005 قالَ رئيس جهاز الأمن الداخلي للجمهوريّة الليبية لمنظمة هيومن رايتس ووتش إن السجناء أسَروا بعض الحراس وسرقوا أسلحةً من مخبأ السجن مؤكدًا على «وفاةِ» عددٍ منَ السجناء والحراس على حدٍ سواء وذلك عندما حاول رجال الأمن استعادة النظام كما ادعى أنّ الحكومة قد فتحت تحقيقًا في الموضوع بأمرٍ من وزير العدل كما أكّدَ المسؤول الليبي أن أكثر من 400 سجين قد هربوا من أبو سليم في أربعة حوادث منفصلة قبل وقوع الحادث وبعده: الأول كانَ في في تموز/يوليو عام 1995 ثم الثاني في كانون الأول/ديسمبر 1995 فيما تمّت عملية الهروب الثالثة في حزيران/يونيو 1996 والأخيرة في تموز/يوليو 2001 مُشيرًا إلى أنّ من بينِ الهاربين رجالٌ حارَبوا بعد ذلك مع «جماعات إسلامية متشددة» في أفغانستان وإيران والعراق.
حاولت الصحفية ليندسي هيلسوم استكشافَ هذا الموضوع حيثُ أصدرت في عام 2012 كِتابًا بعنوان «عاصفة رملية» وتَروي فيهِ القِصص التي جمعتها من عددٍ منَ الأسر التي قالت أن أفراد أسرتها كانوا في السجن. في كتابها؛ تقولُ ليندسي أنّه منَ الصعبِ تحديدُ عدد القتلى لعدة أسباب أولها صمتُ الحكومة على المدى الطويل وعدم إفشاء مكان السجناء وحالتهم. لقد شكّلت أسر المختفين والمقتولين رابطة نظمت العديد من الاحتجاجات في بنغازي وذلكَ بقيادة المحامي فتحي تربل الذي تم اعتقاله عدة مرات بسبب نشاطهِ هذا؛ كما حاولَ سيف الإسلام القذافي (الذي يُلقبة الكثيرينَ «بنجلِ الديكتاتور») حلّ المشكلة من خلال مؤسسة القذافي العالمية للجمعيات الخيرية والتنمية عام 2007.
في عام 2009؛ قالت الحكومة الليبية إنّ عمليات القتل التي حصلت في السجنِ كانت بسبب اندلاع مواجهات بين القُوات الحكومة ومتمرديين منَ الجماعة الليبية المقاتلة كما أشارت لمقتلِ حوالي 200 منَ الحراس دونَ أن تتحدثَ عن عددِ القتلى في صفوف النزلاء. في كانون الثاني/يناير 2011؛ أكّدت السلطات الليبية أنها تجري تحقيقًا في الحادث معَ محققين دوليين؛ وفي أواخر نفسِ السنة أدلى منصور ضو وَهو شخصية بارزة في نظام القذافي بتصريحات مهمّة حول مجزرة السجن في في مقابلة مع هيئة الإذاعة البريطانية (بي بي سي) ما قدّم أدلة إضافية على حدوث المذبحة فعلًا.
بعدَ اندلاع ثورات الربيع العربي في كل من تونس ومصر؛ أقدمت السلطات الليبيّة على اعتقالِ المحامي فتحي تربل في محاولةٍ منها لدرء شرارة الثورة. حينَها تجمّعت عائلات سجن أبو سليم للاحتجاج على اعتقاله وساهمَ هذا التجمع بالإضافةِ إلى أسباب أخرى في نهاية المطاف في اندلاع الثورة في ليبيا أيضًا. بحسبِ بعض المصادر فقد حاولَ عبد الله السنوسي رئيس المخابرات في نظام القذافي والذي يشتبهُ الكثيرون في تورطه في مذبحة عام 1996 أن يطلبَ من تربل وقفَ الاحتجاجات لكنّه فشلَ في ذلك.
في 25 سبتمبر 2011 وبعدَ فترة وجيزة من الإطاحة بالحكومة السابقة؛ أكّد المجلس الوطني الانتقالي أنهُ عثرَ على مقبرة جماعية خارج السجن؛ فيمَا قالَ خالد الشريف الناطق باسم المجلس الوطني الانتقالي إنه قد تمّ تحديد مكان القبر بناءً على معلومات من مسؤولين سابقين في النظام واسترسل: «لقد اكتشفنا ما كانَ يبحثُ عنهُ الشعب الليبي لسنوات عديدة ... لقد عثرنا على جثث وبقايا مذبحة أبو سليم.» أمّا إبراهيم أبو شيم وهو عضو في اللجنة التي تبحث عن مقابر جماعية فقد قالَ إن المحققين يعتقدون أن 1270 شخصًا قد دُفنوا في القبر لكن المجلس الوطني الانتقالي يحتاج إلى مساعدة من المجتمع الدولي للعثور على الرفات وتحديدِ الهويّات بسببِ افتقارهِ للمعدات المتطورة اللازمة لاختبار الحمض النووي. ومع ذلك؛ وعندما قام المجلس الوطني الانتقالي بدعوة محققين من سي إن إن ومنظمات أخرى؛ قيلَ إنّه لم يُعثر سوى ما يبدو أنها عظام حيوانية.
قُبيل اندلاعِ الحرب الأهلية؛ تكلّفَ المحامي عبد الحفيظ غوقة بالتمثيل القانوني لعائلات الأشخاص الذين قُتلوا في المذبحة وحاولَ تفاوض مع نظام القذافي المُنهار بشأن التعويضات. أثناءَ الانتفاضة وبالتحديدِ في نيسان/أبريل 2011؛ أصبح غوقة نائبًا لرئيسِ للمجلس الوطني الانتقالي وشغل هذا المنصب حتى كانون الثاني/يناير 2012.

## نزلاء السجن
هذهِ قائمة مُصغّرة بأشهرِ نزلاء سجن أبو سليم:
- أحمد الزبير السنوسي: هوَ عضو في المجلس الوطني الانتقالي. احتجزهُ القذافي حتى إطلاق سراحه في عام 2001.[23]
- توفيق الغزواني: مواطن ليبي كانَ قد قادَ مظاهرة لحقوق الإنسان في بنغازي. اعتقلته قوات القذافي في اليومِ المُوالي واقتادته إلى طرابلس ثمّ نُقل إلى سجن أبو سليم وحُكمَ عليهِ بالسجنِ 10 سنوات. حينَما أُطلقَ سراحه في الثمانينيات؛ هاجرَ توفيق إلى أيرلندا وبالتحديد في 1988 وظلّ يزورُ بنغازي وطرابلس بينَ الفينة والأخرى. أسّسَ توفيق حياتهُ الجديدة في دبلن حيثُ تزوّج هناك وحصل على طفلين.